# Fernando Natalio Chomalí Garib

Erzbischof Fernando Chomali (2023)

Kardinalswappen von Fernando Natalio Chomalí Garib

Fernando Natalio Kardinal Chomalí Garib (* 10. März 1957 in Santiago de Chile) ist ein chilenischer Geistlicher und römisch-katholischer Erzbischof von Santiago de Chile.

## Leben
Fernando Chomalí Garib besuchte zwei renommierte Schulen seiner Heimatstadt, die Alianza Francesa und das Instituto Nacional. Er studierte Ingenieurwissenschaften an der Pontificia Universidad Católica de Chile. Nach dem Examen 1981 und drei Berufsjahren als Ingenieur nahm er 1984 ein Studium der Philosophie und der Theologie auf. Der Erzbischof von Santiago de Chile, Carlos Oviedo Cavada OdeM, weihte Fernando Chomalí am 6. April 1991 zum Priester. Theologische und philosophische Aufbaustudien schlossen sich an: Chomalí erwarb das Lizenziat im Fach Moraltheologie an der Päpstlichen Akademie Alfonsiana in Rom, den Master im Fach Bioethik an der Lateranuniversität und wurde an der Päpstlichen Universität Gregoriana mit einer Dissertation über La misericordia de Dios (Die Barmherzigkeit Gottes) zum Dr. theol. promoviert. Seit 1995 war er Professor für Theologische Anthropologie an der PUC, seit 1997 ebenda Professor für Moraltheologie.
Papst Benedikt XVI. ernannte ihn am 6. April 2006 zum Titularbischof von Noba und bestellte ihn zum Weihbischof in Santiago de Chile. Der Apostolische Nuntius in Chile, Aldo Cavalli, spendete ihm am 3. Juni desselben Jahres die Bischofsweihe; Mitkonsekratoren waren die Weihbischöfe in Santiago de Chile Ricardo Ezzati Andrello SDB und Cristián Contreras Villarroel.
Am 20. April 2011 wurde er zum Erzbischof von Concepción ernannt und am 28. Mai desselben Jahres in sein Amt eingeführt.
Am 25. Oktober 2023 ernannte ihn Papst Franziskus zum Erzbischof von Santiago de Chile. Die Amtseinführung erfolgte am 16. Dezember desselben Jahres.
Papst Franziskus nahm ihn am 7. Dezember 2024 als Kardinalpriester in das Kardinalskollegium auf. Als Titelkirche wies ihm der Papst die Kirche San Mauro Abate zu.
Am 11. Januar 2025 berief ihn der Papst zum Mitglied der Päpstlichen Kommission für Lateinamerika. Nach dem Tod von Papst Franziskus nahm Kardinal Chomalí am Konklave 2025 teil, das Leo XIV. wählte.

## Wahlspruch und Wappen
Als Wahlspruch wählte Fernando Chomalí Garib einen Vers aus dem Philipperbrief: Mihi vivere Christus – Für mich ist Christus das Leben (Phil 1,21 ). Das Jerusalemkreuz in seinem Wappen erinnert daran, dass er aus einer christlich-palästinensischen Familie in Bait Sahur stammt. Bischof William Hanna Shomali, der Patriarchalvikar des Lateinischen Patriarchates von Jerusalem für Jordanien, ist sein Cousin.

## Schriften
- La misericordia de dios. Filiación divina y fraternidad humana en el magisterio de Juan Pablo II. Diss., Pontificia Universitas Gregoriana, Rom 1995.
- Derecho a la vida, derecho fundamental. In: Teología y vida, Jg. 48 (2007), S. 413–423.
- mit Nicolás Majluf: Ética y responsabilidad social en la empresa. El Mercurio Aguilar, Santiago de Chile, 2. Aufl. 2007, ISBN 978-956-239-523-6.
- Bioética. El valor de la vida humana a la luz de la razón y la fe. El Mercurio Aguilar, Santiago de Chile 2009, ISBN 978-956-239-715-5.
- Reflexiones. Martita Fresno Mackenna, Santiago de Chile 2009, ISBN 978-956-332-235-4.
- Dios anda por estos lados, yo lo he visto. Universidad Católica de la Santísima Concepción, Concepción 2012.